# Грантинг
Грантинг, или грант (от англ. grunting «хрюканье», «ворчание») — стиль экстремального вокала, суть которого заключается в звукоизвлечении посредством вибрации всей гортани при открытых голосовых связках. Часто встречается в дэт-метале, особо характерен для брутального дэт-метала.

## Описание
Грантинг тесно связан с гроулингом и его низким гортанным звучанием. Грантинг наряду с гроулингом используется в дэт- и блэк-метале, также в грайндкоре.
Грантинг имитирует звуки животных, особенно свиней. В плане техники грантинг практически совпадает с гроулингом. Собственно, грант — это невысокий и сильный, «демонический» голос с большим шумом и использованием воздуха.
В пример можно привести коллективы Cannibal Corpse и Arch Enemy, вокалисты которых активно используют данную технику. Также в пример можно привести таких исполнителей, как Бьорн Стрид (Soilwork), Андерс Фриден (In Flames), Джефф Уокер (Carcass) и вокалисты Napalm Death.

## Техника
Грантинг может звучать как искажённый гроул, но на самом деле звук достигается за счёт вибрации всей гортани при открытых голосовых связках. Во время пения вибрируют вся нижняя часть голосового тракта, гортанные хрящи, сама гортань и надгортанник. Голос не имеет отчётливого тона, потому что голосовые связки не вибрируют во время грантинга.
Исполнители стараются получить как можно более мягкий, низкий и тихий звук. При пении данным голосом длинных звуков, добавляя больше воздуха, силы и поддерживая без увеличения громкости, голос становится хриплым и, в конечном итоге, переходит в грант. Также требуется значительный контроль над голосовым трактом, для избежания болезненных ощущений. Для безопасного звукоизвлечения важно поднимать гортань.